# Émile-Antoine-François Herson
Pour les articles homonymes, voir Herson.
Émile-Antoine-François Herson, né le 13 septembre 1805 à Paris où il est mort le 21 septembre 1872, est un architecte et un peintre français.

## Biographie
Émile-Antoine-François Herson est le fils de Jacques François Herson et d'Émilie Félicité Rabiennaux.
Élève de Narcisse Díaz de la Peña, il expose au Salon de 1836 à 1872.
En 1838, il épouse Caroline Louise Alexandrine Derigon.
Il meurt à son domicile du boulevard Poissonnière, à l'âge de 67 ans.